# Province de Pouthisat
La province de Pouthisat ou Pursat (du sanskrit Bodhisattva) est une province du Cambodge frontalière de la Thaïlande (province de Trat). Elle s'étend du Tonle Sap à la Thaïlande. Elle comprend 6 districts :
- 1501 Bakan (nom d'un étage d'Angkor Vat, d'étymologie obscure)
- 1502 Kandieng ("herbe aquatique Hydrolea zeylanica, à fleurs bleues")
- 1503 Krakor
- 1504 Phnum Kravanh ("mont des Cardamomes", massif montagneux célèbre)
- 1505 Sampov Meas ("jonque d'or", le mot Sampov "jonque" en toponymie est souvent lié à des légendes)
- 1506 Veal Veaeng ("plaine longue")

## Démographie
|                                            | Pouthisat   | Pouthisat   | Cambodge    | Cambodge    |
| 1998                                       | 2008        | 1998        | 2008        |             |
| Population totale                          | 360 445     | 397 107     | 11 437 656  | 13 388 910  |
| Croissance de la population 1998 - 2008    | 10,2 %      | 10,2 %      | 17 %        | 17 %        |
| Taux de la population rurale               | 92,46 %     | 93,56 %     | 82,29 %     | 80,47 %     |
| Densité                                    | 28 hab./km2 | 31 hab./km2 | 64 hab./km2 | 75 hab./km2 |
| Sex-ratio (Nombre d'hommes pour une femme) | 0,922       | 0,939       | 0,93        | 0,942       |
| Taille moyenne des foyers                  | 5,2 membres | 4,7 membres | 5,2 membres | 4,7 membres |